# Mazda 929
De Mazda 929 is een automodel van het Japanse merk Mazda. De 929 werd van 1973 tot 1998 verkocht in vier generaties. Het model was nauw verwant met de Mazda Luce en werd laatst ook verkocht als Efini MS-9.

## 929 Mk I
De Mazda 929 werd in 1973 geïntroduceerd ter vervanging van de Mazda Luce, die een wankelmotor had gekregen en verderging als Mazda RX-4. De 929 was een, naar Japanse maatstaven, grote auto. Hij was als sedan, coupé en stationwagen beschikbaar. Standaard was het model uitgerust met een 1769 cc 4-in-lijnmotor die 83 pk produceerde. Vanaf 1975 was ook een krachtiger 1970 cc I4 van 103 pk te verkrijgen, en een wankelmotor van 127 pk. In 1977 was daarvan ook een efficiëntere versie van 90 pk beschikbaar. In 1980 werd ten slotte een 2,2 l dieselmotor van 66 pk toegevoegd.

## 929 Mk II
In 1981 werd de tweede generatie van de 929 geïntroduceerd. Dit model deelde het platform met de Mazda Cosmo en werd gebouwd als exportversie van de Mazda Luce. Deze tweede generatie bleef tot 1986 in productie hoewel de nieuwe Luce in Japan al een jaar eerder uitkwam. De tweede 929 was telkens te verkrijgen met een 4-in-lijn; Een 1970 cc van 90 pk, een 1998 cc van 101 pk en een 1998 cc van 118 pk. Het laatste jaar was ook een 1998 cc turbo van 120 pk beschikbaar.

## 929 Mk III
De nieuwe 929 verscheen in 1986, 1987 in bepaalde markten. De derde 929 werd gebouwd tot 1991, een jaar langer dan de Japanse Luce. Gedurende de vijf productiejaren werd de 929 op twee verschillende platformen gebouwd. Dat uitte zich in twee verschillende koetswerkmodellen. Het ene had deurpilaren en het andere niet. Dat laatste, dat iets groter was, werd vooral in Oostelijke markten veel verkocht. Tweeling Luce Royal Classic was een veel luxueuzere versie dan de 929. Deze was onder andere te verkrijgen met een wankelmotor, elektrische leren stoelen, een digitale snelheidsmeter, een koelbox, opvallende emblemen en een elektronisch verstelbare wielophanging. De 929 was te verkrijgen met een 1998- en 2184 cc I4, en een 2,0 l of 2954 cc V6.

## 929 Mk IV
De vierde en laatste 929 verscheen in 1990. De ruime achterwielaangedreven sedan kreeg een V6 ingebouwd. Een 2,5 liter en twee 3-liters (2954 cc) van resp. 160 en 205 pk. Deze vierde generatie werd ook als Efini MS-9 verkocht. Het model werd tot 1998 geproduceerd en daarna opgevolgd door de Mazda Sentia.